# Agrypon punctatum
Agrypon punctatum là một loài tò vò trong họ Ichneumonidae.